# 第一次貝理雅內閣
第一次貝理雅內閣（英語：First Blair ministry）是1997年5月至2001年6月期間、由工黨首相托尼·布莱尔領導的英國政府。

## 背景
1997年，工黨擊敗執政的保守黨，更在國會擁有179席優勢，在野十八年工黨終於上朝。貝理雅當選時距離44歲生日還差數日，是二十世紀最後一位、亦是最年輕的首相。
工黨對上一次執政已是六十和七十年代，由哈羅德·威爾遜和詹姆斯·卡拉漢領導的政府卻政績不佳。貝理雅問鼎相位後，銳意一洗工黨頹氣。當千禧年代初經濟衰退席捲已發展國家時，英國經濟依舊強勁，失業率持續下跌。
不過到2000年9月，全國爆發燃油價格示威。反對黨領袖夏偉林直斥工黨任內的油價大幅上升，成功激起保守黨民望短暫超前，是八年來首次。但隨著燃油不再短缺和示威落幕後，工黨在民調反超前。貝理雅更決定提前大選，但因爆發手足口病而要推遲選舉一個多月至6月7日。疫情雖然暫時打擊農業和旅遊，但因經濟未受影響，而讓工黨得以在失去些少議席下連任。

## 內閣
| 職位                                    | 大臣                     | 任期      |
| --------------------------------------- | ------------------------ | --------- |
| 內閣大臣                                |                          |           |
| 首相 第一財政大臣 公務員事務部長        | 托尼·布莱尔 MP           | 1997–2007 |
| 副首相                                  | 彭仕國 MP                | 1997–2007 |
| 環境運輸及地區大臣                      | 彭仕國 MP                | 1997–2001 |
| 財政大臣 第二財政大臣                   | 戈登·布朗 MP             | 1997–2007 |
| 大法官                                  | 麗景的艾偉儀勳爵 PC QC   | 1997–2003 |
| 下議院領袖 樞密院議長                   | 戴麗安 MP                | 1997–1998 |
| 下議院領袖 樞密院議長                   | 玛格丽特·贝克特 MP       | 1998–2001 |
| 上議院領袖 掌璽大臣                     | 李卓達勳爵 PC QC         | 1997–1998 |
| 上議院領袖 掌璽大臣                     | 柏靈頓的翟雅兒女男爵 PC  | 1998–2001 |
| 財政部首席秘書                          | 戴理德 MP                | 1997–1998 |
| 財政部首席秘書                          | 布偉思 MP                | 1998      |
| 財政部首席秘書                          | 苗易彬 MP                | 1998–1999 |
| 財政部首席秘書                          | 安德魯·史密斯 MP         | 1999–2002 |
| 內閣辦公室部長 蘭開斯特公爵領地事務大臣 | 簡禮祺 MP                | 1997–1998 |
| 內閣辦公室部長 蘭開斯特公爵領地事務大臣 | 簡力行 MP DL             | 1998–1999 |
| 內閣辦公室部長 蘭開斯特公爵領地事務大臣 | 毛美琳 MP                | 1999–2001 |
| 外交及發展事務大臣                      | 郭偉邦 MP                | 1997–2001 |
| 內政大臣                                | 施仲宏 MP                | 1997–2001 |
| 漁農及食品大臣                          | 簡力行 MP DL             | 1997–1998 |
| 漁農及食品大臣                          | 尼克·布朗 MP             | 1998–2001 |
| 衛生大臣                                | 杜森 MP                  | 1997–1999 |
| 衛生大臣                                | 苗易彬 MP                | 1999–2003 |
| 國防大臣                                | 羅沛誠 MP                | 1997–1999 |
| 國防大臣                                | 禤智輝 MP                | 1999–2005 |
| 社會保障大臣                            | 夏雅雯 MP                | 1997–1998 |
| 社會保障大臣                            | 戴理德 MP                | 1998–2001 |
| 教育及就業大臣                          | 白文傑 MP                | 1997–2001 |
| 貿易及工業大臣 貿易局主席               | 玛格丽特·贝克特 MP       | 1997–1998 |
| 貿易及工業大臣 貿易局主席               | 文德森 MP                | 1998      |
| 貿易及工業大臣 貿易局主席               | 布偉思 MP                | 1998–2001 |
| 文化傳媒及體育大臣                      | 冼敏治 MP                | 1997–2001 |
| 國際發展大臣                            | 商麗雅 MP                | 1997–2003 |
| 北愛爾蘭事務大臣                        | 毛美琳 MP                | 1997–1999 |
| 北愛爾蘭事務大臣                        | 文德森 MP                | 1999–2001 |
| 北愛爾蘭事務大臣                        | 韋俊安 MP                | 2001–2002 |
| 蘇格蘭事務大臣                          | 狄華仁 MP                | 1997–1999 |
| 蘇格蘭事務大臣                          | 韋俊安 MP                | 1999–2001 |
| 蘇格蘭事務大臣                          | 利凱琳 MP                | 2001–2003 |
| 威爾斯事務大臣                          | 戴華士                   | 1997–1998 |
| 威爾斯事務大臣                          | 麥文高 MP JP             | 1998–1999 |
| 威爾斯事務大臣                          | 馬偉輝 MP                | 1999–2002 |
| 運輸國務大臣                            | 施敬宏 MP                | 1997–1998 |
| 不管部國務大臣                          | 文德森 MP                | 1997–1998 |
| 列席閣議                                |                          |           |
| 首席黨鞭                                | 尼克·布朗 MP             | 1997–1998 |
| 首席黨鞭                                | 戴麗安 MP                | 1998–2001 |
| 英格蘭及威爾斯律政司                    | 莫禮安 QC MP             | 1997–1999 |
| 英格蘭及威爾斯律政司                    | 莫斯庭的韋廉思勳爵 PC QC | 1999–2001 |

### 人事變動
- 1998年7月：
  - 戴理德接替離開內閣的夏雅雯為新任社會保障大臣；
  - 布偉思（英语：Stephen Byers）接替戴理德為新任財政部首席秘書；
  - 簡力行（英语：Jack Cunningham, Baron Cunningham of Felling）接替離開內閣的簡禮祺（英语：David Clark, Baron Clark of Windermere）為新任內閣辦公室部長兼蘭開斯特公爵領地事務大臣；
  - 尼克·布朗接替簡力行（英语：Jack Cunningham, Baron Cunningham of Felling）為新任漁農及食品大臣；
  - 戴麗安（英语：Ann Taylor, Baroness Taylor of Bolton）接替尼克·布朗為新任首席黨鞭；
  - 玛格丽特·贝克特接替戴麗安（英语：Ann Taylor, Baroness Taylor of Bolton）為新任樞密院議長和下議院領袖；
  - 時任不管部國務大臣文德森接替玛格丽特·贝克特為新任貿易及工業大臣；
  - 韋俊安接替離開內閣的施敬宏（英语：Gavin Strang）為新任運輸國務大臣；
  - 柏靈頓的翟雅兒女男爵（英语：Margaret Jay, Baroness Jay of Paddington）接替離開內閣的李卓達勳爵（英语：Ivor Richard, Baron Richard）為新任掌璽大臣、上議院領袖和女性事務部長；
  - 貿易局主席不再由貿易大臣兼任。
- 1998年10月：麥文高（英语：Alun Michael）接替離開內閣的戴華士（英语：Ron Davies (Welsh politician)）為新任威爾斯事務大臣。
- 1998年12月：
  - 文德森因私下收受羅沛誠（英语：George Robertson, Baron Robertson of Port Ellen）的房貸而被革職離開內閣；
  - 布偉思（英语：Stephen Byers）接替文德森為新任貿易及工業大臣；
  - 苗易彬接替布偉思為新任財政部首席秘書。
- 1999年5月：韋俊安接替離開內閣的狄華仁（英语：Donald Dewar）為新任蘇格蘭事務大臣。
- 1999年7月：馬偉輝接替離開內閣的戴華士（英语：Ron Davies (Welsh politician)）為新任威爾斯事務大臣。
- 1999年10月：
  - 安德魯·史密斯接替苗易彬為新任財政部首席秘書；
  - 苗易彬接替離開內閣的杜森（英语：Frank Dobson）為新任衛生大臣；
  - 禤智輝接替離開內閣的羅沛誠（英语：George Robertson, Baron Robertson of Port Ellen）為新任國防大臣；
  - 文德森回朝接替毛美琳（英语：Mo Mowlam）為新任北愛爾蘭事務大臣；
  - 毛美琳（英语：Mo Mowlam）接替離開內閣的簡力行（英语：Jack Cunningham, Baron Cunningham of Felling）為新任內閣辦公室部長兼蘭開斯特公爵領地事務大臣；
  - 韋廉思（英语：Gareth Williams, Baron Williams of Mostyn）接替離開內閣的莫禮安（英语：John Morris, Baron Morris of Aberavon）為新任律政司。
- 2001年1月：
  - 韋俊安接替被革職的文德森為新任北愛爾蘭事務大臣；
  - 入閣的利凱琳（英语：Helen Liddell）接替韋俊安為新任蘇格蘭事務大臣。

## 外部連結
- (PDF). 下議院圖書館. 2009-02-24  [2020-10-18]. （原始内容存档 (PDF)于2016-03-05）.

| 前任： 第二次馬卓安內閣 | 英國政府列表 1997–2001 | 繼任： 第二次貝理雅內閣 |